# Champions Online
 (mars 2017).
Si vous disposez d'ouvrages ou d'articles de référence ou si vous connaissez des sites web de qualité traitant du thème abordé ici, merci de compléter l'article en donnant les références utiles à sa vérifiabilité et en les liant à la section « Notes et références ».
Champions Online est un jeu vidéo de type MMORPG développé par la société Cryptic Studios sur le thème des super-héros. Atari Inc. est l’éditeur du jeu. Champions Online est basé sur le jeu de rôle Champions. Un abonnement de 12 €99 est nécessaire pour jouer en Europe, mais depuis le 25 janvier 2011 le jeu devient entièrement gratuit en Europe. Ce jeu est basé sur l'univers du jeu de rôle Champions.

## Système de jeu
Dans ce jeu pensé pour être massivement multijoueurs, le joueur est amené à créer son propre personnage, un super héros, qui aura la possibilité d'utiliser des pouvoirs, allant des pouvoirs élémentaires comme la glace ou le feu à la magie comme la sorcellerie ou les ténèbres en passant par les arts de l'épée comme la lame unique ou les lames jumelles. En gagnant des niveaux, le joueur pourra attribuer les points de compétences qu'il souhaite dans un arbre de compétences totalement personnalisable. 
L'histoire progresse à travers des quêtes et des zones instanciées. Le joueur est amené à lutter contre le Docteur Destroyer qui souhaite détruire Millenium City grâce à une invasion de créatures extraterrestres, les Qularrs. Il faut par conséquent empêcher cette invasion et protéger les habitants de la ville, à travers les quêtes scriptées, des quêtes publiques, des quêtes journalières et des instances. Le jeu inclut également, dès que le joueur atteint le niveau 25, un système de Némésis, un super vilain que le joueur peut créer de toutes pièces, apparaissant régulièrement en jeu pour tenter de tuer le joueur et amenant de nombreuses quêtes personnalisées,. 

## Accueil
Dès sa sortie, le jeu reçoit des critiques mitigées mais plutôt positives. Jeuxvideo.com lui donne la note de 17, appréciant les graphismes en Cel shading, la forte durée de vie et la bonne jouabilité, mais déplorant la pauvreté du doublage et des dialogues. L'agrégateur de critiques Metacritic lui attribue la note de 72, la presse spécialisée appréciant globalement la liberté créatrice pour les joueurs, les graphismes et la jouabilité, mais déplorant le manque de contenu et l'amélioration du personnage sur le long terme.